# Kilie
Kilie (deutsch Kilienhof) war ein Ort in der polnischen Woiwodschaft Ermland-Masuren. Seine Ortsstelle liegt im Stadtgebiet Frombork (Frauenburg) der gleichnamigen Stadt-und-Land-Gemeinde Gmina Frombork im Powiat Braniewski (Kreis Braunsberg) – im Nordwesten der Woiwodschaft Ermland-Masuren, elf Kilometer südwestlich der Kreisstadt Braniewo (Braunsberg).
Der Gutsort Kilienhof findet Erwähnung, als am 22. April 1861 das Vorwerk Neuhof eingemeindet wurde.
Als 1874 der Amtsbezirk Dom Frauenburg im ostpreußischen Kreis Braunsberg, Regierungsbezirk Königsberg, gebildet wurde, wurde der Gutsbezirk Kilienhof eingegliedert. Im Jahre 1910 zählte Kilienhof 47 Einwohner.
Am 30. September 1928 verlor der Gutsbezirk Kilienhof seine Eigenständigkeit: der Ort wurde in die Stadt Frauenburg (Frombork) eingemeindet. Zeitgleich wurde der Amtsbezirk Dom Frauenburg aufgelöst.
1945 erhielt Kilienhof die polnische Namensform „Kilie“. Doch findet der Ort nicht besondere Erwähnung, gilt er doch wohl als in der Stadt Frombork aufgegangen und damit offiziell als untergegangen.
Kirchlich gehörte Kilienhof bis 1945 römisch-katholischerseits zu Frauenburg und war ebenso in die dortige evangelische Kirche eingepfarrt.
Die Ortsstelle von Kilie resp. Kilienhof ist vom Stadtzentrum Frombork aus in vier Kilometern zu erreichen. Sie liegt östlich der nach Krzywiec (Dittersdorf) führenden Nebenstraße. Bis 1945 war Frauenburg die nächste Bahnstation an der Haffuferbahn Elbing–Braunsberg.